# پایکسویل (مریلند)
پایکسویل (به انگلیسی: Pikesville) شهری در ایالت مریلند کشور ایالات متحده آمریکا است که جمعیت آن در سرشماری سال ۲۰۱۰ میلادی، ۳۰٬۷۶۴ نفر بوده‌است.